# Aspertshofen
Aspertshofen ist ein Gemeindeteil der Gemeinde Kirchensittenbach im Landkreis Nürnberger Land (Mittelfranken, Bayern). Die Gemarkung Aspertshofen hat eine Fläche von 2,817 km². Sie ist in 793 Flurstücke aufgeteilt, die eine durchschnittliche Flurstücksfläche von 3552,78 m² haben.

## Geographie
Das Dorf liegt im Sittenbachtal. Der Stöpperbach mündet innerorts als linker Zufluss des Sittenbachs. Die Staatsstraße 2404 führt nach Kirchensittenbach (1,4 km nordwestlich) bzw. nach Kühnhofen (2,3 km südlich). Eine Gemeindeverbindungsstraße führt nach Stöppach (2,2 km nördlich).

## Ortsname
Soweit bisher bekannt, taucht der Name des Dorfes Aspertshofen erstmals im Bayerischen Salbuch von 1275 auf. Damals unter dem Namen „Oprechtshouen“. Der Name dürfte darauf hinweisen, dass sich hier zuerst ein Hof eines Osbrecht oder Ochsbrecht befunden hat, der später dem Dorf seinen Namen gab. Im Salbuch der Propstei Hersbruck von 1300 wird als Ortsname „Achtsprechtshofen“ genannt. Die Forschung geht davon aus, dass die Orte mit den Namensendungen -hof oder -hofen älter sind, als die Orte mit den Namensendungen -dorf oder -feld. Es kann also angenommen werden, dass die erste Ansiedlung im Dorf auf das 7.–8. Jahrhundert zurückgeht (Autor: Hans Engelhardt).

## Geschichte
Gegen Ende des 18. Jahrhunderts bestand Aspertshofen aus 18 Anwesen und einem Gemeindehirtenhaus. Das Hochgericht sowie die Dorf- und Gemeindeherrschaft übte das nürnbergische Pflegamt Hersbruck aus. Alleiniger Grundherr war die Reichsstadt Nürnberg,
- unmittelbar: Pflegamt Hersbruck (5 Gütlein) und Pflegamt Reicheneck (2 Halbhöfe, 1 Gut),
- mittelbar: Propstei Hersbruck (1 Hube, 3 Halbhuben, 2 Viertelhuben), die Pfarrei Hersbruck (1 Gütlein) und die Jobst-Friedrich-Tetzelstiftung (1 Hof, 2 Güter).[6]

Mit dem Gemeindeedikt wurde Aspertshofen im Jahr 1808 der Steuerdistrikt Kirchensittenbach und der Ruralgemeinde Kirchensittenbach zugewiesen. Miz dem Zweiten Gemeindeedikt (1818) entstand die Ruralgemeinde Aspertshofen. Sie unterstand in Verwaltung und Gerichtsbarkeit dem Landgericht Hersbruck und in der Finanzverwaltung dem Rentamt Hersbruck. In der freiwilligen Gerichtsbarkeit unterstanden 2 Anwesen bis 1835 dem Volckamer’schen und Behaim’schen Patrimonialgericht Kirchensittenbach. Im Zuge der Gebietsreform in Bayern wurde Aspertshofen am 1. Januar 1977 nach Kirchensittenbach eingemeindet.

### Einwohnerentwicklung
| Jahr      | 1818   | 1840   | 1852   | 1855   | 1861   | 1867   | 1871   | 1875   | 1880   | 1885   | 1890   | 1895   | 1900   | 1905   | 1910   | 1919   | 1925   | 1933   | 1939   | 1946   | 1950   | 1952   | 1961   | 1970   | 1987  |
| Einwohner | 153    | 172    | 172    | 160    | 184    | 210    | 191    | 204    | 196    | 211    | 185    | 174    | 173    | 168    | 188    | 181    | 174    | 164    | 161    | 200    | 232    | 215    | 181    | 216    | 250   |
| Häuser    | 19     | 26     |        |        |        |        | 31     |        |        | 37     | 37     |        | 37     |        |        |        | 34     |        |        |        | 37     |        | 40     |        | 64    |
| Quelle    | [ 12 ] | [ 13 ] | [ 14 ] | [ 14 ] | [ 15 ] | [ 16 ] | [ 17 ] | [ 18 ] | [ 19 ] | [ 20 ] | [ 21 ] | [ 14 ] | [ 22 ] | [ 14 ] | [ 23 ] | [ 14 ] | [ 24 ] | [ 14 ] | [ 14 ] | [ 14 ] | [ 25 ] | [ 14 ] | [ 26 ] | [ 27 ] | [ 2 ] |

### Baudenkmäler
Es gibt acht Baudenkmäler, teilweise aus dem 18. Jahrhundert.